# Gerd Faltings
Gerd Faltings (* 28. července 1954 Buer) je německý matematik věnující se aritmetické algebraické geometrii. Roku 1986 získal Fieldsovu medaili.
V letech 1972-1978 studoval matematiku a fyziku na univerzitě v Münsteru, kde pak působil jako asistent. V roce 1981 se na stejné univerzitě habilitoval. V letech 1982-1984 byl profesorem na univerzitě ve Wuppertalu, v letech 1985-1994 na Princetonské univerzitě. Od roku 1994 je ředitelem Institutu Maxe Plancka pro matematiku (Max-Planck-Institut für Mathematik) v Bonnu. K jeho žákům patří Shinichi Mochizuki či Nikolaj Dourov.